# Стильбіт

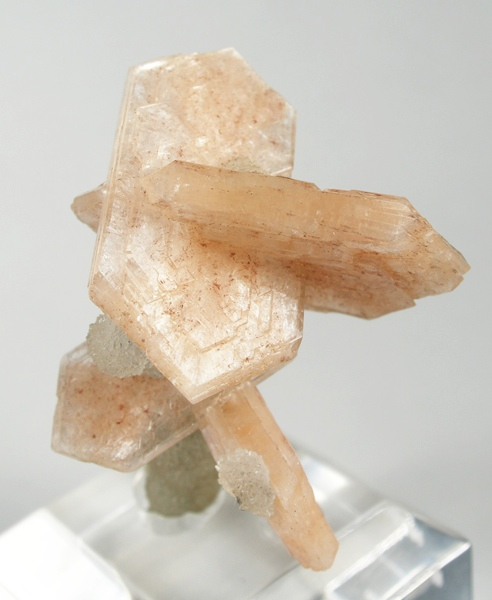
Стильбіт, Індія

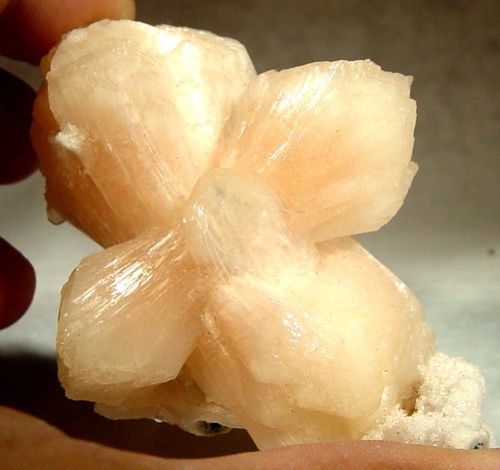
Стильбіт, Індія

Стильбіт (англ. stilbite; нім. Stilbit m) — мінерал, гідратований кальцієво-натрієво-калієвий алюмосилікат з групи цеолітів.

## Етимологія та історія
Назва — від грецьк. «стильбо» — блищу (R.J.Haüу, 1796; Bruk, 1822). Син. — десмін, сигедрит, цеоліт променистий, цеоліт сноповидний.
Назва Десмін була придумана в 1818 році Августом Брейтхауптом і стосується характерного пучка або снопоподібної сукупної форми мінералу (давньогрецьке δεσμή desme, німецьке, пучок)

## Загальний опис
Хімічна формула:
- 1. За К.Фреєм: Na2Ca4[Al10Si26O72]•34H2O.
- 2. За «Fleischer's Glossary» (2004): NaCa2Al5Si13O36•14(H2O).

Домішки: Ba, Sr.
Сингонія моноклінна. Кристали таблитчасті або утворюють снопоподібні аґреґати. Спайність довершена по (001). Хрестоподібні двійники проростання по (001). Густина 2,1-2,2. Тв. 3,5-4. Блиск скляний. Безбарвний, білий, жовтий, коричневий, червоний. Прозорий до напівпрозорого. Зустрічається в порожнинах базальтів та інш. вулканічних та інтрузивних породах. Асоціює з шабазитом та гейландитом. Кінцевий продукт зміни плагіоклазів у габроїдах. Розвивається в пустотах метаморфічних порід, спільно з іншими гідротермальними мінералами. Заміщає вулканічне скло і плагіоклази в андезитах.

## Поширення
Виявлений у конґломератах третинної формації Грін-Туф (Центр. Японія), Санкт-Андреасберґ (Гарц, ФРН), Бьоржьонь (Півн.-Зах. Угорщина), Тейгаргорн і Беруфьордур (Ісландія), Конгсберґ (Швеція), Кілпатрік (Шотландія), Корейський п-ів, у трапах Сх. Сибіру (РФ), у Індії. В Україні є в околиці г. Карадаг (Крим).

## Різновиди
Розрізняють:
- стильбіт листуватий (гейландит),
- стильбіт натріїстий (різновид стильбіту з ґраніт-порфірів Онігайо, Японія, що містить 3,6 % Na2O).